# Poljski plemič
Poljski plemič je Rembrandtova slika iz leta 1637, ki prikazuje moškega v kostumu poljskega šlahta (szlachta - plemstva). Identiteta portretiranca je nejasna in je povzročila več različnih interpretacij. Stališče, da je obleka figure očitno poljska, ni splošno veljavno in morda je šlo za avtoportret.
Slika je večkrat zamenjala lastnike, njena pretekla lastnika pa sta bila Katarina II. in ameriški bankir Andrew Mellon. Trenutno je v Narodni galeriji umetnosti v Washingtonu D.C.

## Opis
Portret predstavlja moškega, ki je po nekaterih ocenah star 45 let, ki stoji obrnjen na gledalčevo desno stran in gledalca z ukazovalnim izrazom pogleda. V dvignjeni desnici drži palico z zlato kapico. Ima goste brke in nosi visoko krzneno kapo, na kateri je zlata verižica z dragimi kamni in grbom v sredini. Iz njegovega ušesa visi velik biser v obliki hruške z zlatega obeska. Nosi rdečkasto rjav plašč s širokim krznenim ovratnikom in preko njega težko zlato verižico, s katere mu na desni rami visi red treh konjskih repov, kot bogat obesek. Polna svetloba z leve pade na desno stran njegovega obraza. Ozadje je rjavkasto sivo.

## Zgodovina in izvor
Sliko je leta 1637 ustvaril Rembrandt. Uradnega naslova ni napisal. Trenutni je najnovejši, splošno sprejet. Prejšnja in nadomestna imena so bila Portret slovanskega princa, Portrait d'un Turc, in Človek v ruski noši. Njeno pristnost je potrdila analiza lesa plošče, ki je pokazala, da je bila izrezana iz drevesa, posekanega okoli leta 1635, ki je bil uporabljen tudi v slikarjevi Rečni pokrajini z ruševinami (1650). Slika je bila obnovljena leta 1985 in je bila rentgenizirana.
Prvi lastnik ali lastniki slike niso jasni, morda pa je bila v lasti nekega Harmana van Swoleja. Bila je del obsežne zbirke Johanna Karla Philippa von Cobenzla, kranjskega plemiča, ki je služil kot pooblaščenec Marije Terezije na avstrijskem Nizozemskem. Po Cobenzlovem bankrotu ga je leta 1768 kupila Katarina II. in ga hranila v muzeju Ermitaž v Sankt Peterburgu. Leta 1931 jo je kupil Andrew Mellon, leta 1937 pa jo je Mellon Trust podaril Narodni galeriji umetnosti v Washingtonu, D.C.. Slika je bila ena od številnih umetnin, ki jih je Mellon kupil v Ermitažu v 1930-ih. Zanikal je, da je te nakupe opravil v več letih, saj so bile ZDA v veliki depresiji – zaradi česar bi se pridobitve zdele ekstravagantne – in v nasprotju s sovjetsko vlado. Dela so bila nekaj časa shranjena v nejavnem delu galerije umetnosti Corcoran v Washingtonu, D.C.

## Analiza
Nekateri likovni kritiki so to delo označili za tronie (upodobitev človekovega obraza z izrazitim, pogosto neprijaznim izrazom), sliko s pretirano obrazno mimiko ali pa z likom v kostumu. Melissa Percival na primer ugotavlja, da lahko na tej sliki gledalec opazi ekstravagantno krzneno ogrinjalo, poševni klobuk, čopaste brke in podobne pripomočke, kar vse daje »vtis, da slike ne bi smeli jemati preveč resno«.
Znanstveniki so že več kot stoletje poskušali razumeti, kdo je upodobljen na tej sliki. Zgodnejši predlogi, da je bil predmet Jan III. Sobieski (ki bi bil leta 1637 star osem let) ali Štefan Báthory (ki je umrl leta 1586), so bili diskreditirani. Po besedah Otakarja Odložilíka, da je moški na sliki očitno oblečen v poljsko obleko, ni niti gotovo niti kdo je niti ali je Poljak. Odložilíkova raziskava je o tem vprašanju pokazala, da je slika morda slika Andrzeja Reja, poljskega plemiča in diplomata tiste dobe, ki je v času nastanka slike šel skozi Amsterdam na Nizozemskem, kjer je Rembrandt deloval. Kljub temu, kot je opozoril Odložilík, brez kakršnih koli dokumentov iz tiste dobe, ki bi jasno potrdili to dejstvo, morda nikoli ne bo zagotovo znano, kdo je v resnici subjekt.
Odložilík je zaključil (napisal je leta 1963), da se večina znanstvenikov strinja, da je Rembrandt upodobil pravega poljskega plemiča. Citiral je raziskavo Kurta Baucha, ki je predlagal, da je morda Rembrandtov brat Adriaen tisti, ki je bil model zanj, vendar je to ocenil kot malo verjetno. Od objave njegovega članka so se pojavila druga stališča. Leta 1979 je umetnostni zgodovinar Kenneth Clark menil, da gre za avtoportret, idealiziran in »vstal v modnih oblekah«. Walter Liedtke iz Metropolitanskega muzeja umetnosti je leta 2001 klobuk identificiral kot ruski in Marieke de Winkel v letu 2006 trdil, da »...človeka ni mogoče identificirati kot Poljaka, ampak kot moskovskega bojarja«. Spletna stran Narodne galerije navaja, da »verjetno ne gre za portret določenega posameznika«, vendar ugotavlja, da je zelo podoben samemu Rembrandtu in nakazuje, da je morda avtoportret. En ugovor proti razvrstitvi kot avtoportret, da so bile čeljusti subjekta preveč izrazite, je bila obravnavana z rentgensko analizo, ki je pokazala, da je Rembrandt sliko spreminjal med nastajanjem.